# 나가하마촌 (오카야마현 오쿠군)
나가하마촌(長浜村)은 오카야마현 오쿠군에 있던 촌이다. 현재의 세토우치시의 일부에 해당한다.